# Hedvig Gebhard
Pour les articles homonymes, voir Gebhard.
Hedvig Gebhard, née Silén le 14 décembre 1867 à Turku (grand-duché de Finlande, Empire russe) et morte le 13 janvier 1961 à Helsinki (Finlande), est une femme politique finlandaise membre du Parti finlandais puis du Parti de la coalition nationale. Elle est députée entre 1907 et 1909, entre 1919 et 1922 puis entre 1924 et 1929, comptant parmi les premières femmes parlementaires de l'histoire du pays.

## Biographie
Née à Turku, en Finlande, Hedvig Silén est issue d'un foyer suédophone. Ses parents sont August Oskar Silén, cordonnier, et Hedvig Josephina Palmberg,.
Hedvig, surnommée Heddi, ne parvient pas obtenir de diplôme en Finlande, ce niveau scolaire étant alors réservé aux garçons. Elle poursuit donc ses études au lycée pour filles de Stockholm, en Suède. Elle est diplômée de l'université d'Uppsala en 1889.
Après avoir obtenu son diplôme, elle déménage à Helsinki pour continuer sa scolarité. Elle devient l'élève de Hannes Gebhard (en), dont elle tombe amoureuse et qu'elle épouse en février 1891. Elle est désormais citoyenne finlandaise. Le couple a une fille, l'inventrice Maiju Gebhard (en).
En politique, Hedvig Gebhard défend avant tout les familles et l'économie domestique. Elle cofonde l'Union, Association des affaires féminines en Finlande. Elle est active au sein de l'Union pendant plusieurs décennies et fait la connaissance d'autres militantes, dont Miina Sillanpää, devenue une amie et une collègue au Parlement.
Elle se présente aux élections législatives de 1907 sur la liste du Parti finlandais. Élue, elle devient l'une des 19 premières femmes parlementaires de l'histoire du pays,. Son mari est également élu au Parlement cette année-là. Elle siège jusqu'en 1909, retrouve un siège parlementaire entre 1919 et 1922 puis entre 1924 et 1929. Lors de ces deux derniers mandats, elle représente le Parti de la coalition nationale,.
En 1922, elle est nommée à la tête du magazine Kotiliesi (en), destiné aux femmes au foyer. Elle fait partie de l'équipe éditoriale jusqu'à sa mort, en 1961,.